# Christian Horner
Christian Edward Johnston Horner, CBE (ur. 16 listopada 1973 w Royal Leamington Spa) – brytyjski były szef zespołu Formuły 1 Oracle Red Bull Racing od 2005 roku do 2025 roku, a wcześniej kierowca wyścigowy w Brytyjskiej Formule 3, Brytyjskiej Formule 2 i Formule 3000. Założyciel zespołu wyścigowego Arden International startującego w kilku seriach wyścigowych.
Jest członkiem British Racing Drivers’ Club (BRDC).

## Życiorys

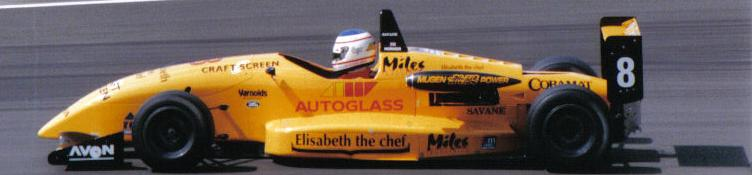
Horner podczas wyścigu Brytyjskiej Formuły 3 na Silverstone (1995)

### Początki
Urodził się w Royal Leamington Spa w rodzinie Garry’ego i Sary Horner. Ma dwóch braci, Jamiego i Guya. Uczęszczał do prywatnej szkoły Arnold Lodge School w rodzinnej miejscowości, a następnie do Warwick School. Jego ojciec i dziadek wspólnie założyli przedsiębiorstwo dostarczające części do silników produkowanych przez fabryki w Midlands
W dzieciństwie zainteresował się kartingiem. Pierwszego gokarta, który kosztował 25 funtów kupiła mu jego matka znajdując ogłoszenie w lokalnej gazecie. Po pierwszych sukcesach znalazł się w serii kartingowej Junior Booster, zaś w 1991 roku zdobył stypendium od Renault, którego celem było promowanie najlepszych młodych kierowców z kartingu do klasy wyścigowej Formuła Renault. W sezonie 1992 jako kierowca zespołu Manor Motorsport zajął czwarte miejsce w Brytyjskiej Formule Renault; stanął na podium pięć razy na dwanaście wyścigów, w tym jeden z nich wygrał.

### Kariera sportowa
Po udanym pierwszym sezonie w serii wyścigowej Formuły Renault, od 1993 roku rozpoczął starty w zespole P1 Engineering, w klasie narodowej Brytyjskiej Formuły 3. Został wicemistrzem serii po zdobyciu sześciu zwycięstw w czternastu wyścigach, czterech pole position i czterech najszybszych okrążeniach. Był to najlepszy sezon Hornera w jego karierze sportowej. W kolejnych dwóch sezonach bez powodzenia startował w Brytyjskiej Formule 3 kolejno w zespołach Fortec Motorsport i TOM’s.
W sezonie 1996 przeniósł się do Brytyjskiej Formuły 2, gdzie w barwach zespołu Madgwick International dwukrotnie stanął na podium i zajął piąte miejsce w klasyfikacji generalnej. W latach 1997–1998 po raz ostatni brał udział w regularnych startach wyścigowych, w barwach zespołu Formuły 3000, Arden International, którego był współzałożycielem. W wieku 25 lat oficjalnie zakończył karierę zawodniczą.

### Formuła 1

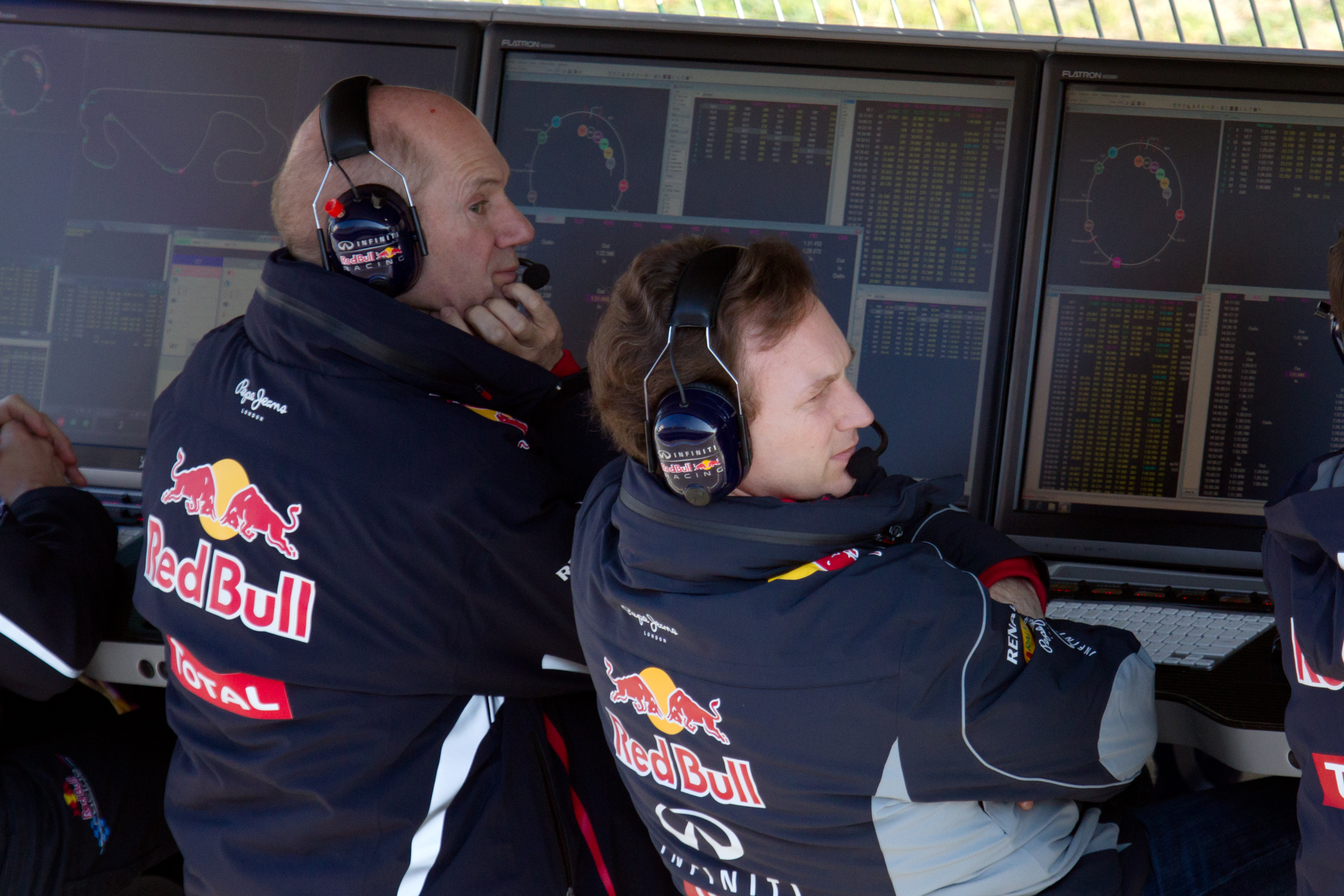
Od lewej: Adrian Newey i Christian Horner podczas testów przedsezonowych na Circuit de Barcelona-Catalunya (2013)

Po kilku latach kierowania własnym zespołem Arden International, który startował m.in. w Formule 3000 i Auto GP World Series Horner rozpoczął poszukiwania szansy na dostanie się do Formuły 1. Początkowo był zainteresowany zakupem zespołu Formuły 1 Jordan Grand Prix, ale negocjacje z Eddie Jordanem zostały przerwane. W listopadzie 2004 roku producent napojów energetycznych Red Bull zakupił Jaguar F1 Team w którym trzy miesiące później, czyli w styczniu 2005 roku zatrudniony został Horner. Brytyjczyk został szefem zespołu na osiem tygodni przed startem sezonu 2005, ale w kolejnych miesiącach miał znaczny wpływ na kształt zespołu m.in. na zatrudnienie Adriana Neweya na stanowisku głównego dyrektora technicznego zespołu w listopadzie 2005. W momencie zatrudnienia 31-letni Horner był najmłodszym szefem zespołu w Formule 1.
Od 2005 roku zespół Red Bull Racing kierowany przez Hornera zdobył sześciokrotne mistrzostwo konstruktorów (2010, 2011, 2012, 2013, 2022, 2023). Ponadto kierowcy jego zespołu zdobyli osiem tytułów mistrzowskich, Sebastian Vettel (2010–2013) oraz Max Verstappen (2021, 2022, 2023, 2024). 9 lipca 2025 roku, trzy dni po Grand Prix Wielkiej Brytanii 2025, Red Bull z efektem natychmiastowym zwolnił Christiana Hornera. Jego miejsce zajął Laurent Mekies, dotychczasowy szef Racing Bulls.

## Życie prywatne

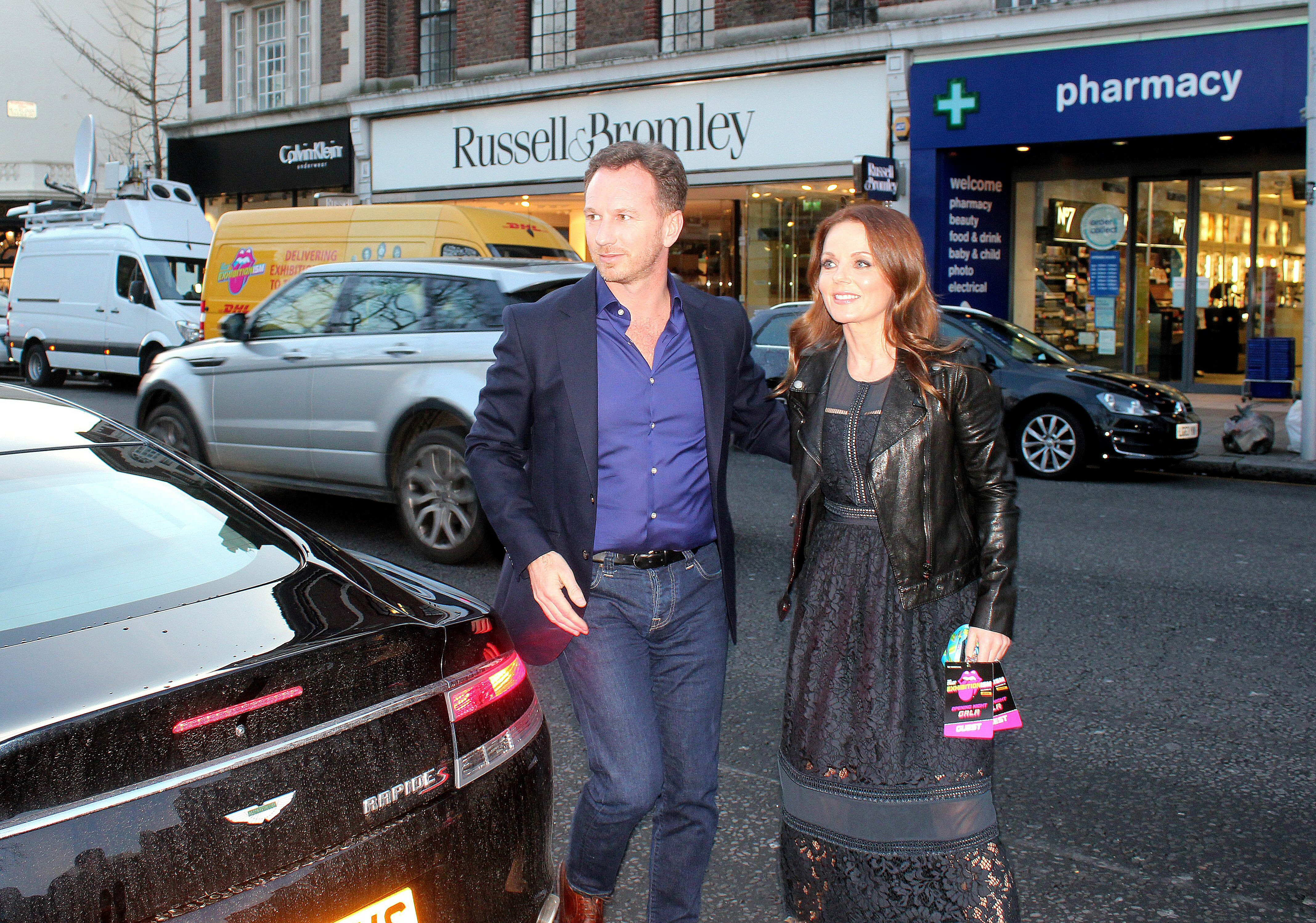
Horner z żoną Geri Halliwell (2016)

Pierwszą żoną Hornera była Beverley Allen z którą był w związku przez ponad 14 lat. W 2013 roku na świat przyszła ich córka Olivia. Pół roku po narodzinach ich pierwszego dziecka Horner rozstał się z żoną i krótko potem rozpoczął związek z brytyjską piosenkarką i byłą członkinią zespołu Spice Girls, Geri Halliwell. Halliwell i Horner zaręczyli się w listopadzie 2014 roku i wzięli ślub w maju 2015 roku. Jego rodzice odmówili wzięcia udziału w ceremonii. 21 stycznia 2017 roku urodził się ich syn Montague George Hector

## Wyniki
| Sezon | Seria                                | Zespół                 | Wyścigi | P1 | PP | NO | Podium | Punkty | Pozycja |
| ----- | ------------------------------------ | ---------------------- | ------- | -- | -- | -- | ------ | ------ | ------- |
| 1992  | Brytyjska Formuła Renault            | Manor Motorsport       | 12      | 1  | NO | NO | 5      | 110    | 4       |
| 1993  | Brytyjska Formuła 3 (klasa narodowa) | P1 Engineering         | 14      | 6  | 4  | 4  | 10     | 68     | 2       |
| 1994  | Brytyjska Formuła 3                  | Fortec Motorsport      | 18      | 0  | 0  | 0  | 0      | 10     | 16      |
| 1995  | Brytyjska Formuła 3                  | TOM’s                  | 17      | 0  | 0  | 0  | 0      | 14     | 16      |
| 1996  | Brytyjska Formuła 2                  | Madgwick International | 6       | 0  | 0  | NO | 2      | 14     | 5       |
| 1997  | Formuła 3000                         | Arden International    | 4       | 0  | 0  | 0  | 0      | 1      | 21      |
| 1998  | Formuła 3000                         | Arden Racing/KTR       | 10      | 0  | 0  | 0  | 0      | 0      | 33      |

## Odznaczenia
- Commander Orderu Imperium Brytyjskiego – ogłoszenie 2023[15]; wręczenie 2024[16]
- Officer Orderu Imperium Brytyjskiego – ogłoszenie 2013[17]